# José Sebastián Carrión
José Sebastián Carrión García (Jumilla, 1962) es un briólogo, palinólogo, botánico y profesor español.
Estudió biología en la Universidad de Murcia, licenciándose en 1985, y doctorado en 1990. En 2004, accedió a una plaza de catedrático de Evolución Vegetal en la Universidad de Murcia, dirigiendo al Grupo de investigación E005-11 “Palinología y Estudios Paleoambientales.

## Algunas publicaciones
- eugène Marais, louis Scott, graciela Gil-romera, josé s. Carrión. 2015. The potential of palynology in fossil bat-dung from Arnhem Cave, Namibia. Trans. of the Royal Soc. of South Africa. DOI: 10.1080/ 0035919X.2014.999734

- clive Finlayson, ruth Blasco, Joaquín Rodríguez-vidal, francisco Giles pacheco, geraldine Finlayson, josé m. Gutiérrez, richard Jennings, darren a. Fa, jordi Rosell, josé s. Carrión, Antonio Sánchez marco, stewart Finlayson, marco a. Bernal. 2014. En: Sala Ramos R. (ed.) Pleistocene and Holocene hunter-gatherers in Iberia and the Gibrlatar Strait: the current archaeological record Archivado el 5 de marzo de 2016 en Wayback Machine.. Univ. de Burgos. Servicio de Publicaciones pp. 506-514.

- p. Tarroso, j. Carrión, m. Dorado-valiño, p. Queiroz, l. Santos, a. Valdeolmillos-rodríguez, p. célio Alves, j.c. Brito, r. Cheddadi. 2014. Spatial climate dynamics in the Iberian Peninsula since 15 000. Clim. Past Discuss. 10: 3901-3930
- La abreviatura «J.S.Carrión» se emplea para indicar a José Sebastián Carrión como autoridad en la descripción y clasificación científica de los vegetales.[2]